# Реймонд (город, Миннесота)
Реймонд (англ. Raymond) — город в округе Кандийохай, штат Миннесота, США. На площади 1,6 км² (1,6 км² — суша, водоёмов нет), согласно переписи 2002 года, проживают 803 человека. Плотность населения составляет 508,2 чел./км².
- Телефонный код города — 320
- Почтовый индекс — 56282
- FIPS-код города — 27-53296[1]
- GNIS-идентификатор — 0649852[2]